# Ceux de nulle part
Ceux de nulle part est un roman de science-fiction (et plus précisément un space opera) écrit par Francis Carsac, pseudonyme de François Bordes, et publié en 1954 dans la collection « Le Rayon fantastique ».

## Résumé
Parti chasser en forêt, le docteur Vsévolod Clair découvre une soucoupe volante qui y avait échoué à la suite d'une avarie. Immobilisé par manque de combustible approprié, le vaisseau spatial retrouve sa mobilité grâce à deux kilos de tungstène fournis par le Terrien qui y embarque de son plein gré. Franchissant alors l’ahun, le non-espace et le non-temps, il se retrouve sur la planète Ella, dans un très lointain univers où des humanoïdes à peau verte, les Hiss, luttent sans répit contre les Misliks, créatures métalliques polyédriques vivant au voisinage du zéro absolu et éteignant méthodiquement les étoiles de tous les systèmes solaires où ils s'installent. Seul être « humain » à sang rouge, avec les Sinzus d’Andromède, à pouvoir résister au rayonnement mortel des Misliks, le docteur Clair est amené à prendre part à une guerre totale dont l’enjeu est la survie de l’Univers.

## Présentation de l'œuvre
Ceux de nulle part est le premier roman de Francis Carsac — mais non la première publication de l'archéologue François Bordes. Ce livre, paru en 1954, fut publié dans la célèbre collection « Le Rayon fantastique » des éditions Gallimard et Hachette consacrée à la science-fiction. Il y constitue la toute première incursion de la collection dans le domaine français, après 22 titres d'ouvrages dus à des auteurs anglo-saxons. Il a fait l'objet de plusieurs rééditions chez divers éditeurs francophones, et de traductions en italien, espagnol, portugais, hongrois et russe (réédité près d'une quinzaine de fois dans cette dernière langue).
Ceux de nulle part doit être considéré comme un space opera ou planet opera, étant donné que la majeure partie de son intrigue se déroule dans l'espace et sur Ella, la planète des Hiss.

## Personnages principaux
Les noms des personnages principaux sont classés par ordre alphabétique.
- Aass, physicien hiss, commandant de l'expédition vers la Terre.
- Akéion, un Sinzu, frère d'Ulna.
- Ars, un Hiss, frère d'Essine et d'Essen-Iza.
- Asserok, chef de bord hiss, fils d'Azzlem.
- Assza, physicien hiss, membre du Conseil des Sages.
- Azzlem, savant hiss, membre du Conseil des Sages.
- Frank Borie, jeune physicien ami du docteur Clair, et narrateur du récit dans lequel vient s'imbriquer celui du docteur.
- Le docteur Vsévolod Clair, médecin, biologiste terrien.
- Essen-Iza, femme hiss de l'ethnie Siouk, sœur cadette d'Essine.
- Essine, femme hiss de l'ethnie Siouk, amie de Souilik.
- Etohan, jeune physicien sinzu.
- Hélon, un Sinzu, père d'Akéion et d'Ulna.
- Souilik, chef de bord hiss de l'ethnie Essok, commandant du ksill (soucoupe volante) échoué sur la Terre.
- Ulna, femme sinzue, Andromédienne à sang rouge ; amie puis épouse du docteur Clair.

## Commentaires

### Les bases théoriques de l’ahun
Aass, un physicien hiss, tente de définir ainsi l’ahun, devant la perplexité du docteur Clair :

« C'est le Non-Espace, qui entoure l'Espace, et le sépare des univers négatifs. Et c'est aussi le Non-Temps. Dans l'ahun, il n'y a pas de distances, il n'y a pas de durée. »

Comment voyage-t-on dans l'ahun ? Aass s'efforce de l'expliquer au Terrien :

« Bon, l'Espace-Temps, l'univers, flotte dans l'ahun. L'Espace est fermé sur lui-même, mais le Temps est ouvert : le passé ne revient pas. Nulle chose ne peut exister dans l'ahun, où l'espace n'existe pas. Aussi allons-nous détacher un petit morceau d'Espace, qui va se refermer sur le ksill (la soucoupe), et nous allons nous trouver enfermés dans cet Espace, dans l'ahun, à côté, si ces mots ont un sens, du Grand Espace de l'univers, mais sans nous confondre avec lui. Nous allons dériver par rapport à lui. »

Francis Carsac fait ainsi l'hypothèse de l'existence d'autres univers successifs, en nombre théoriquement infini, partageant avec le nôtre un super-espace et un super-temps.

### La notion d' «humain»
Francis Carsac pose l'existence dans l'univers de différentes « humanités » qu'unissent une similitude d'aspect ainsi qu'une physiologie et une psychologie comparable : ce sont des êtres bipèdes à sang chaud, qu'il soit rouge (Sinzus, Terriens), vert (Hiss, Krens), bleu (Hr’bens) ou jaune, caractérisés par la station verticale et le port de tête correspondant. Les variations du nombre ou de l'aspect des membres et des organes sensoriels, plus ou moins prononcées, restent parfaitement superficielles. Ces humanités furent progressivement découvertes et mises en relation les unes avec les autres par les Hiss lors de leur exploration systématique des différents univers flottant dans l'ahun. Elles appartiennent à la Ligue des Terres humaines, organisme régulateur qui en affirme la fondamentale communauté d'esprit, et veille à leur développement harmonieux.
Toutes ces « humanités » se définissent en outre de manière négative, par opposition aux « non-humains » représentés par les Misliks, être froids, métalliques, incompréhensibles, dont le comportement et les aspirations sont radicalement incompatibles avec ceux des humains. Les besoins vitaux des Misliks, une température proche du zéro absolu obtenue en éteignant une à une les étoiles, rendent leur existence et celle des Humains mutuellement exclusive : leur élimination totale est de ce fait une nécessité absolue, et prévient toute considération humaniste à leur égard.

### La langue des Hiss
Dès son premier contact avec les extra-terrestres, et tout au long de son séjour sur Ella, le docteur Clair s'initie à la langue hiss qu'il finit par maîtriser parfaitement. Son récit s'émaille progressivement d'un nombre croissant d'emprunts linguistiques et de remarques diverses concernant ce langage.

#### Phonétique
Vsévolod Clair est immédiatement frappé par la récurrence des sifflantes, qu'il décrit de manière non linguistique. Ainsi, « Leur langage est une suite de susurrements modulés, très rapide. »
Cette caractéristique se retrouve jusque dans le rire des habitants d'Ella : « Aass émit le petit sifflement saccadé qui sert de rire aux Hiss » ; ou encore : « […] il émit la série de sifflements saccadés qui sert de rire aux Hiss. »
De fait, plus de la moitié des lexèmes et noms propres hiss comportent une sibilante (fricatives sifflantes [s], [s:], notées s, ss, et chuintante [ʃ], notée sch) ou une affriquée [t͡s] notée ts. Celles-ci se combinent fréquemment avec d'autres consonnes pour former des groupes plus ou moins lourds : [fs] (Fsien), [ks] (kse-ilta, ksill), [rs] (Mars), [rs:] (eurss), [rz] (Arzi), [skl] (Sklin), [sl] (Aslur, Mislik, Slair), [s:n] (Hassni), [sr] (Srenn), [s:rn] (hassrn), [st] (Astar, Stor), [sw] (Swin), etc.
On pourra noter en outre une forte propension à la palatalisation, sensible dans l'adaptation hiss de mots ou noms terriens : ainsi, le mot Terre devient Tserr ; le nom de Clair est rendu par Slair, etc.

### Lexique
Les mots du lexique hiss dont le narrateur émaille son récit dénotent pour la plupart des aspects de la civilisation hiss inconnus sur Terre, ou différents de leurs équivalents terriens : unités de longueur (brunn, unité correspondant à environ 500 m), de temps (basike, unité équivalant à une heure, onze minutes, dix-neuf secondes ; émi, unité équivalant à deux ans et demi terrestres), notions de physique (ahun, non-espace et non-temps), technologie hiss (essom, rideau répulsif, champ de force ; hassrn, appareil stérilisateur, émetteur de rayons abiotiques différentiels ; ksill, soucoupe, vaisseau spatial ; kse-ilta, carburant, source de l’énergie utilisée dans les ksills ; séall, poste de direction hexagonal du ksill ; réob, véhicule volant individuel), etc. Quelques autres termes sont déduits de noms de lieux, de planètes ou d'échanges divers (ahèsch !, exclamation de valeur indéterminée ; Srenn, Monsieur ; eurss, orgueil ; tan, nouveau ; tserr, violence, force ; ven, vieux).